# Victor Ntoni
Victor Mhleli Ntoni (* 1947 in Langa, Kapstadt; † 28. Januar 2013 in Johannesburg) war ein südafrikanischer Musiker des Modern Jazz (Bassist, Arrangeur und Komponist).

## Leben und Wirken
Ntoni wuchs in den Townships von Kapstadt auf und lernte zunächst Gitarre, bevor er zum Kontrabass wechselte. Als Jugendlicher spielte er mit McCoy Mrubata in dessen Band The Uptown Sextett zusammen. Als musikalischer Leiter des Musicals Meropa war er 1975 auf Europatournee. Über den Schlagzeuger Nelson Magwaza lernte er Abdullah Ibrahim kennen, an dessen Album Peace und weiteren Einspielungen zwischen 1971 und 1979 er beteiligt war. Er nahm mit Kippie Moeketsi auf und leitete ein eigenes Sextett, bevor er ein Studium an der Berklee School of Music absolvierte und 1978 mit Dudu Pukwana (Diamond Express) und 1979 bei Hugh Masekela spielte, für den er auch Kompositionen wie Nomalizo schrieb. Weiterhin arbeitete er für Ratau Mike Mkhalemele, Iconoblast und Ezra Ngcukana. In den späten 1980er Jahren war er der musikalische Leiter des Festivals Carling Circle of Jazz. 1989 gründete er mit Darius Brubeck die Band Afro Cool Concept, mit der er auch auf Tournee in Nordamerika, Italien und Thailand war. Zu Mandelas Freilassung schrieb er den Song The People Want Mandela.  In den 1990er Jahren gehörte er auch mit Hilton Schilder, Vusi Khumalo und Khaya Mahalngu zu der experimentellen Band Iconoclast. Auch spielte er bei Ringo Madlingosa. Sein Album Heritage (2004) erhielt sehr gute Kritiken und wurde in der Kategorie „Bestes zeitgenössisches Jazzalbum“ für den South African Music Award (SAMA) nominiert. 2012 schrieb und arrangierte er die Musik in The South African Songbook – SA Folklore Music. 2014 erhielt er den Order of Ikhamanga in Silber.

## Diskographische Hinweise
- Heritage (2004, mit Pat Matshikiza, Linda Kekana und Lucas Senyatso)